# Vicariato apostólico de Reyes
El vicariato apostólico de Reyes (en latín: Vicariatus Apostolicus Reyesensis) es una circunscripción eclesiástica de la Iglesia católica en Bolivia. Se trata de un vicariato apostólico latino, inmediatamente sujeto a la Santa Sede. Desde el 7 de julio de 2022 es sede vacante y su administrador apostólico es el obispo Eugenio Coter.

## Territorio y organización
El vicariato apostólico tiene 60 000 km² y extiende su jurisdicción sobre los fieles católicos de rito latino residentes en la provincia del General José Ballivián del departamento del Beni y en las provincias de Iturralde y de Sud Yungas en el departamento de La Paz.
La sede del vicariato apostólico se encuentra en la ciudad de Reyes, en donde se halla la Catedral de los Santos Reyes Magos.
En 2022 en el vicariato apostólico existían 16 parroquias.

## Historia
El vicariato apostólico fue erigido el 1 de septiembre de 1942 con la bula Quo Christianum Nomen del papa Pío XII, obteniendo el territorio del vicariato apostólico de El Beni.
El vicario apostólico Waldo Barrionuevo falleció el 7 de julio de 2022. El papa Francisco nombró a Eugenio Coter, vicario apostólico de Pando, como administrador apostólico de Reyes.

## Estadísticas
Según el Anuario Pontificio 2023 el vicariato apostólico tenía a fines de 2022 un total de 148 316 fieles bautizados.
| Año                                                                             | Población            | Población | Población      | Sacerdotes | Sacerdotes    | Sacerdotes    | Bautizados por sacerdote | Diáconos permanentes | Religiosos | Religiosos | Parroquias |
| Año                                                                             | Bautizados católicos | Total     | % de católicos | Total      | Clero secular | Clero regular | Bautizados por sacerdote | Diáconos permanentes | Varones    | Mujeres    | Parroquias |
| ------------------------------------------------------------------------------- | -------------------- | --------- | -------------- | ---------- | ------------- | ------------- | ------------------------ | -------------------- | ---------- | ---------- | ---------- |
| 1950                                                                            | 17 000               | 17 200    | 98.8           | 8          |               | 8             | 2125                     |                      | 11         |            | 10         |
| 1966                                                                            | 26 500               | 30 000    | 88.3           | 13         | 3             | 10            | 2038                     |                      | 11         | 22         | 8          |
| 1970                                                                            | 30 000               | 35 000    | 85.7           | 11         |               | 11            | 2727                     |                      | 13         | 15         |            |
| 1976                                                                            | 30 000               | 38 000    | 78.9           | 16         |               | 16            | 1875                     |                      | 22         | 22         | 5          |
| 1980                                                                            | 32 800               | 41 000    | 80.0           | 14         |               | 14            | 2342                     |                      | 16         | 30         | 5          |
| 1990                                                                            | 102 000              | 120 000   | 85.0           | 11         |               | 11            | 9272                     | 2                    | 13         | 37         | 5          |
| 1999                                                                            | 102 000              | 125 000   | 81.6           | 16         | 6             | 10            | 6375                     | 2                    | 16         | 34         | 15         |
| 2000                                                                            | 105 000              | 130 000   | 80.8           | 13         | 4             | 9             | 8076                     | 2                    | 12         | 40         | 15         |
| 2001                                                                            | 106 000              | 132 000   | 80.3           | 17         | 6             | 11            | 6235                     | 2                    | 17         | 42         | 15         |
| 2002                                                                            | 107 000              | 135 000   | 79.3           | 16         | 5             | 11            | 6687                     | 2                    | 18         | 41         | 15         |
| 2003                                                                            | 108 000              | 137 000   | 78.8           | 16         | 5             | 11            | 6750                     | 1                    | 16         | 36         | 15         |
| 2004                                                                            | 108 500              | 138 000   | 78.6           | 15         | 4             | 11            | 7233                     | 1                    | 20         | 40         | 15         |
| 2010                                                                            | 112 000              | 150 000   | 74.7           | 14         | 5             | 9             | 8000                     | 1                    | 14         | 44         | 15         |
| 2014                                                                            | 140 110              | 183 650   | 76.3           | 17         | 7             | 10            | 8241                     | 1                    | 15         | 41         | 15         |
| 2017                                                                            | 145 961              | 192 986   | 75.6           | 16         | 10            | 6             | 9122                     | 1                    | 11         | 39         | 15         |
| 2020                                                                            | 153 564              | 203 802   | 75.3           | 12         | 7             | 5             | 12 797                   |                      | 9          | 38         | 16         |
| 2022                                                                            | 148 316              | 196 862   | 75.3           | 17         | 12            | 5             | 8724                     |                      | 10         | 38         | 16         |
| Fuente: Catholic-Hierarchy, que a su vez toma los datos del Anuario Pontificio. |                      |           |                |            |               |               |                          |                      |            |            |            |

## Episcopologio
- Jean Claudel, C.SS.R. † (14 de julio de 1943-12 de diciembre de 1955 falleció)
- José Alfonso Tscherrig, C.SS.R. † (11 de diciembre de 1956-11 de diciembre de 1970 renunció)
  - Sede vacante (1970-1973)
- Roger-Émile Aubry, C.SS.R. † (14 de junio de 1973-1 de mayo de 1999 retirado)
- Karl Bürgler, C.SS.R. (1 de mayo de 1999 por sucesión-18 de febrero de 2019 retirado)
- Waldo Rubén Barrionuevo Ramírez, C.SS.R. † (1 de junio de 2019-7 de julio de 2022 falleció)[nota 2]
  - Eugenio Coter, desde el 7 de julio de 2022 (administrador apostólico)